# Carta aeronàutica

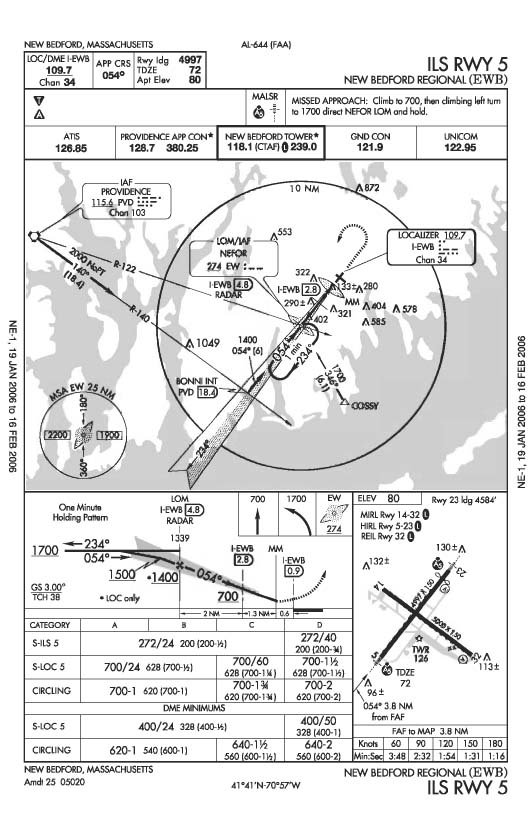
Procediment d'aproximació.

Una carta aeronàutica és una representació d'una porció de la Terra, el seu relleu i construccions, dissenyada especialment per a satisfer els requisits de la navegació aèria. Es tracta d'un mapa en el qual es reflecteixen les rutes que han de seguir les aeronaus, i es faciliten les ajudes, els procediments i altres dades imprescindibles per al pilot.
La seguretat de la navegació aèria exigeix l'elaboració i publicació de cartes aeronàutiques actualitzades i precises, que responguen a les necessitats actuals de l'aviació. En conseqüència, correspon a cada estat membre de l'Organització d'Aviació Civil Internacional (OACI) adoptar les disposicions necessàries per a facilitar l'esforç de cooperació que suposa la producció i difusió de cartes aeronàutiques. A més, cada Estat té l'obligació de proporcionar informació del propi territori a través de les cartes aeronàutiques.

## Tipus de Cartes
L'objectiu principal de les cartes aeronàutiques és satisfer els requisits que el pilot necessita sobre diversa informació de tipus aeronàutic, tenint en compte la fase de vol en la qual es troba, per a assegurar l'operació segura i ràpida de l'aeronau.
En l'operació de l'aeronau es defineixen les següents fases:
- Rodatge des del lloc d'estacionament de l'aeronau fins al punt d'enlairament.
- Enlairament i ascens fins a l'estructura de rutes.
- Ruta.
- Descens fins a l'aproximació.
- Aproximació per a aterrar i aproximació frustrada.
- Aterratge i rodatge fins al lloc d'estacionament.

Depenent de la fase de vol i les regles de vol aplicables (visuals o instrumentals), les característiques de les cartes varien de forma substancial, ja que el pilot requereix informació diferent.
En l'Annex 4 de l'OACI "Cartes Aeronàutiques" figuren disposicions sobre disset tipus de cartes pel que fa a les quals s'ha establert la necessitat d'uniformitat en l'àmbit internacional. Els disset tipus es distribueixen en quatre grups d'acord amb la seua utilització principal.
El primer grup s'utilitza per a la planificació prèvia al vol i comprèn les
següents cartes:
1. Plànol d'obstacles d'aeròdrom – Tipus A (limitadors d'utilització).
2. Plànol d'obstacles d'aeròdrom – Tipus B.
3. Plànol d'obstacles d'aeròdrom – Tipus C
. :4. Carta topogràfica per a aproximacions de precisió.
El segon grup abasta les cartes que s'utilitzen en vol, entre l'enlairament i l'aterratge, i són:
5. Carta de navegació en ruta.
6. Carta d'àrea.
7. Carta d'eixida normalitzada – Vol per instruments (SID).
8. Carta d'arribada normalitzada – Vol per instruments (STAR).
9. Carta d'aproximació per instruments.
10. Carta d'aproximació visual.
El tercer grup comprèn les cartes que s'utilitzen per als moviments en terra de les aeronaus en l'aeròdrom, i són:
11. Plànol d'aeròdrom.
12. Plànol d'aeròdrom per a moviments en terra.
13. Plànol d'estacionament i atraque d'aeronaus.
El quart grup comprèn les cartes que s'utilitzen per a la navegació aèria visual, el traçat de posicions i la planificació, i són:
14. Carta aeronàutica mundial (escala 1:1.000.000).
15. Carta aeronàutica (escala 1:500.000).
16. Carta de navegació aeronàutica (escala menuda).
17. Carta de posició.
D'aquests 17 tipus de cartes, sis són de producció i disponibilitat obligatòria, altres sis opcional i les cinc restants condicional.
Cartes obligatòries. Les sis cartes de producció i disponibilitat obligatòria són les següents:
- Plànol d'obstacles d'aeròdrom – Tipus A. Aquesta carta estarà disponible per a aquells aeròdroms en els quals existisquen obstacles destacats en les àrees d'enlairament i aterratge.
- Carta topogràfica per a aproximacions de precisió. Aquesta carta és obligatòria per a totes les pistes en les quals existisquen aproximacions de precisió de categories II i III.
- Carta de navegació en ruta. Aquesta carta estarà disponible per a totes les zones en les quals s'hagen establert Regions d'Informació de Vol (FIR).
- Carta d'aproximació per instruments. Es disposarà d'aquesta carta en tots els aeròdroms en els quals s'haja establert tal tipus d'aproximació.
- Plànol d'aeròdrom/heliport. En tots els quals s'utilitza regularment l'aviació civil internacional.
- Carta aeronàutica mundial 1:1.000.000. Es produirà en totes les zones especificades per l'OACI.

Cartes opcionals. Les sis cartes opcionals es produiran si, en opinió de les Autoritats aeronàutiques dels Estats, contribueixen a la seguretat, regularitat i eficàcia de les operacions de les aeronaus.
- Plànol d'obstacles d'aeròdrom – Tipus B.
- Plànol d'aeròdrom per a moviments en terra.
- Plànol d'estacionament i atraque d'aeronaus.
- Carta aeronàutica 1:500.000.
- Carta de navegació aeronàutica (escala menuda).
- Carta de posició.

Cartes condicionals. Les cinc cartes condicionals es produiran solament si es compleixen determinades condicions o circumstàncies.
- Plànol d'obstacles d'aeròdrom – Tipus C
- Carta d'àrea.
- Carta d'eixida normalitzada – Vol per instruments (SID).
- Carta d'arribada normalitzada – Vol per instruments (STAR).
- Carta d'aproximació visual.

## Relació funcional entre les cartes
La necessitat d'informació cartogràfica varia amb les distintes fases del vol, pel que les cartes han d'adequar-se a aquesta circumstància, resultant que els tipus de cartes varien quant a la informació que contenen, la forma de presentar-la, la zona de superfície que representen, l'escala, etc.
Per aquests motius es fa necessari que existisca una relació funcional entre les cartes que el pilot ha d'usar, perquè al passar d'uns a altres, el treball d'interpretació i adequació quede reduït al mínim. Per exemple, la carta de navegació en ruta i la carta d'àrea són complementàries, abastant requisits similars relatius a la navegació en les fases de ruta i d'àrea terminal. De manera similar, existeix relació entre la carta d'àrea i la carta d'aproximació per instruments, entre la carta d'aproximació i el plànol d'aeròdrom, etc.
Els factors principals que han de tenir-se en compte al considerar la relació entre les diferents cartes són:
- Ús de projecció comuna.
- Selecció d'escales adequades, els valors relatius de la qual siguen fàcilment compressibles.
- Cobertura racional quan una carta siga part d'una altra de major escala.
- Selecció de punts fitats i altra informació relativa al terreny, construccions i dades aeronàutiques que faciliten la transició d'una carta a una altra.
- Publicació simultània de cartes annexes, tant per a les cartes noves com per a les revisions.

El disseny de les cartes, escala i informació que es presenta, s'ha de realitzar tenint en compte que s'utilitza el menor nombre de cartes per a cobrir tot el vol. La grandària òptima per a la producció de la carta és l'A5.
Com característiques comunes a totes elles hi ha:
- Cobertura i escala. Seran les més adequades en cada cas per a indicar amb claredat tots els elements de la carta. En la carta apareix sempre una escala lineal. Cal tenir en compte, a més, que la principal utilitat de la carta és la de presentar la informació útil al pilot.
- Unitats de mesura. Les altituds, elevacions i altures han d'expressar-se en metres, en peus o en ambdues unitats indicant-se amb claredat en la carta la unitat utilitzada.
- Declinació magnètica. Ha d'indicar-se les fletxes del nord veritable i magnètic, la declinació magnètica i la seua variació anual.

## Descripció de les cartes

### Plànol d'obstacles de l'aeròdrom – Tipus A.
Aquest pla suplementari té per funció proporcionar informació sobre les limitacions que protegeixen l'ascens i el descens. L'objectiu de tals limitacions és assegurar-se que en cada vol la càrrega de l'aeronau és tal que aquesta puga desenvolupar l'actuació mínima convinguda per a garantir que en cas de fallada de motor durant l'enlairament puga, o bé interrompre l'enlairament i parar dins de l'àrea prevista per a tals emergències, o iniciar el vol abans d'arribar a l'extrem de pista i, a continuació, ascendir fins a una altura especificada franquejant amb un marge especificat tots els obstacles que es troben en l'àrea de la trajectòria.

### Plànol d'obstacles d'aeròdrom - Tipus B
Aquest plànol té per objecte satisfer les següents funcions:
a) La determinació de les altures mínimes de seguretat, fins i tot les pertinents als procediments de vol en circuit.
b) La determinació dels procediments que hagen de seguir-se en cas d'emergència durant l'enlairament o aterratge.
c) L'aplicació dels criteris de franquejament i senyalització d'obstacles.
d) El subministrament de dades per a les cartes aeronàutiques.

### Plànol d'obstacles d'aeròdrom - Tipus C
Aquest plànol té com funció primordial la de proporcionar dades necessàries sobre obstacles perquè l'explotador puga preparar els procediments corresponents per a complir amb les limitacions d'utilització, proporcionant especialment informació sobre els obstacles que limiten la massa màxima admissible d'enlairament, així com determinar les altures mínimes de seguretat (incloses les de vol en circuit), i els procediments a seguir en cas d'emergència durant l'enlairament o aterratge.

### Carta topogràfica per a aproximacions de precisió
La funció d'aquesta carta és facilitar informació detallada sobre el perfil del terreny (incloent els objectes naturals o construïts sobre el terreny) de determinada part d'àrea d'aproximació final, perquè les companyies aèries puguen avaluar l'efecte del terreny al determinar l'altura de decisió, emprant radioaltímetres. Aquestes cartes han d'estar disponibles per a totes aquelles pistes que tinguen aprovades aproximacions de precisió de categories II i III.

### Carta de navegació en ruta
Aquesta carta proporciona informació a la tripulació de vol per a facilitar la navegació al llarg de les rutes ATS, de conformitat amb els procediments dels serveis de trànsit aeri. Existiran cartes de navegació en ruta per a totes les àrees que s'hagen establert regions d'informació de vol (FIR).

### Carta d'àrea
Aquesta carta proporciona informació a la tripulació de vol que opera en IFR per a les següents fases:
a) Transició entre la fase de ruta i l'aproximació a un aeròdrom.
b) Transició entre l'enlairament o aproximació frustrada i la fase de vol en ruta.
c) Els vols per àrees d'estructura complexa de rutes ATS o de l'espai aeri.
Aquest tipus de carta es prepara per a l'àrea de control terminal (TMA) al voltant d'un o més aeròdroms en els quals la congestió del trànsit aeri és tal que són necessàries les rutes especificades d'arribada, eixida i trànsit amb la finalitat d'aconseguir la major seguretat i eficàcia de les operacions de vol de l'aeronau fins a l'aterratge en aquesta àrea, l'enlairament des de la mateixa o la seua sobrevole. De vegades resulta necessari publicar cartes per separat, per exemple, quan s'hagen establert rutes SID i STAR i no fóra possible indicar-les clarament en la carta d'àrea, o quan es tracte de diversos aeròdroms, o quan l'aeròdrom en el qual està centrat el TMA tinga dos o més pistes paral·leles.

### Carta d'eixida normalitzada - Vol per instruments (SID)
Aquesta carta ha de proporcionar informació a la tripulació de vol que li permeta seguir la ruta designada d'eixida normalitzada de vol per instruments des de la fase d'enlairament fins a la fase en ruta. La fase d'eixida comença en l'extrem d'una pista i acaba en un punt significatiu (punt de notificació o radioajuda) especificat des del qual començar la fase de ruta del vol al llarg d'una ruta.
A més, en aeròdroms amb cert volum de tràfic, ja estan implantades les eixides/arribades RNAV. Aquestes permeten un ús més flexible de l'espai aeri proper a un aeroport, creant rutes més directes sense usar radioajudas. Així i tot, les aeronaus requereixen una certificació RNAV per a volar en elles.

### Carta d'arribada normalitzada - Vol per instruments (STAR)
Aquesta carta ha de proporcionar informació a la tripulació de vol que li permeta seguir la ruta designada d'arribada normalitzada de vol per instruments des de la fase de ruta fins a la fase d'aproximació. La fase de ruta acaba quan l'avió abandona l'estructura de rutes ATS en ruta i comença la fase d'aproximació en el punt de referència d'aproximació inicial (IAF).

### Carta d'aproximació per instruments
Aquesta carta proporciona a la tripulació de vol la informació necessària que els permeta efectuar procediments aprovats d'aproximació per instruments a la pista prevista d'aterratge. Es proporciona una carta separada per a cada procediment, encara que es pot proporcionar una sola carta per a diversos procediments si aquests són idèntics en els trams d'aproximació intermèdia, final i aproximació frustrada.

### Carta d'aproximació visual
Aquesta carta proporcionarà a la tripulació de vol la informació necessària que els permeta passar de les fases de vol en ruta i de descens a la d'aproximació fins a la pista d'aterratge prevista mitjançant referència visual.

### Plànol d'aeròdrom
El plànol d'aeròdrom té per funció proporcionar a les tripulacions informació relativa a les operacions en l'aeròdrom. Facilita el moviment de les aeronaus en terra des de la pista fins al lloc d'estacionament. El plànol correspon a una vista general de l'aeroport des de terra.

### Plànol d'aeròdrom per a moviments en terra
Aquest plànol suplementari té per funció proporcionar a les tripulacions informació que facilite el moviment de les aeronaus en terra, des d'i cap als llocs d'estacionament d'aeronaus. L'eix central del plànol és la informació sobre els carrers de rodatge. Es publica quan no puguen indicar-se amb suficient claredat en el plànol d'aeròdrom els detalls necessaris per al moviment en terra de les aeronaus al llarg de les carrers de rodatge cap a i des dels seus llocs d'estacionament.

### Plànol d'estacionament i atraque d'aeronaus
Aquest plànol suplementari té per funció proporcionar a les tripulacions informació que facilita el moviment de les aeronaus en terra entre els carrers de rodatge d'accés a plataforma fins als llocs d'estacionament i viceversa. L'eix d'aquesta carta són les plataformes i els llocs d'estacionament. Es publica quan no poden indicar-se amb suficient claredat en el plànol d'aeròdrom o en el plànol d'aeròdrom per a moviments en terra, detalls necessaris per al moviment en terra de les aeronaus entre els carrers de rodatge d'accés a plataforma fins als llocs d'estacionament i viceversa.

### Carta aeronàutica mundial 1:1.000.000
La funció d'aquesta carta és la de satisfer les necessitats de la navegació aèria visual. Serveix també com carta aeronàutica bàsica o com carta per a la planificació prèvia al vol. S'utilitza com carta bàsica quan les cartes especialitzades per al vol visual no proporcionen les dades essencials, per a proporcionar cobertura mundial completa a una escala constant amb una presentació uniforme de les dades planimètrics, o en la producció d'altres cartes aeronàutiques.

### Carta aeronàutica 1:500.000
La funció d'aquesta carta és proporcionar informació que satisfaça les necessitats de la navegació aèria visual en vols a baixa velocitat, a distàncies curtes i mitjanes i a altituds baixes i intermèdies, i completar les cartes summament especialitzades que no proporcionen informació visual essencial. Aquestes cartes es realitzen per a zones terrestres en la qual es necessiten realitzar operacions aèries civils basades en referències visuals per a la navegació.

### Carta de navegació aeronàutica (escala menuda)
Les funcions d'aquesta carta són:
a) Servir com ajuda per a la navegació a les tripulacions de vol de les aeronaus de gran ràdio d'acció o grans altures.
b) Proporcionar els punts de referència selectius, en extenses distàncies per a la identificació a grans altituds i velocitats, que es necessiten per a la confirmació visual de la posició.
c) Proporcionar referència visual contínua respecte al sòl durant els vols a llarga distància sobre àrees que manquen de radioajudes o altres ajudes electròniques per a la navegació, o sobre àrees que es prefereix o es fa necessària la navegació aèria visual.
d) Proporcionar una sèrie de cartes amb fins de caràcter general per al planejament de vols de llarga distància i el traçat de posicions.

### Carta de posició
Les cartes de posició proporcionen un mitjà per a mantenir en vol un registre continu de les posicions de les aeronaus per diversos mètodes de determinació de la posició i per navegació a estima, i mantenir la trajectòria de vol desitjada. Són adequades per a rutes aèries sobre àrees oceàniques i regions poc poblades.